# Mariano Melonari
Mariano Melonari (Falconara Marittima, 6 maggio 1938) è un ex calciatore italiano, di ruolo centrocampista.

## Carriera
Nel ruolo di mediano, debutta in Promozione con la Falconarese nel 1956 passa al Molfetta, nel 1958 passa al Messina con cui gioca per due stagioni in Serie B, disputando 56 partite.
Nel 1960 si trasferisce al Monza, disputando altri sei campionati di Serie B per un totale di 126 presenze e 17 gol, e diventandone il capitano dal 1964 al 1966.
In seguito disputa altri due campionati di Serie C con il Marzotto, due di Serie D con la Pro Sesto e poi scende in Promozione con la Vimercatese.